# نوا کامنا
نوا کامنا (به بلغاری: Nova Kamena) روستایی در بلغارستان است که در شهرستان ترول واقع شده‌است.